# Георги Папакочев
Георги Петров Папакочев е български журналист, медиен анализатор и блогър.

## Биография
Георги Папакочев е роден на 9 януари 1950 година в София. Син на фотографа Петър Папакочев. Възпитаник на Първа английска езикова гимназия. Завършва специалност „Международни отношения“ във ВИИ „Карл Маркс“ и второ висше – журналистика.
Работи като редактор в спортното списание „Патриот“. Започва работа в отдел „Прослушване“ на БНР. Един от създателите на предаването „12 + 3“. От 1993 година е нещатен журналист в радио „Свободна Европа“ - София. От 1995 до 2004 година работи за същата медия в Прага. От 2004 година е един от кореспондентите на „Дойче веле“ в България.
През 1991 г. е един от основателите на специалността „Художествена фотография“ в НАТФИЗ „Кръстьо Сарафов“, където до днес преподава дисциплината „фотожурналистика“. Носител на престижни награди за радиожурналистика и на званието „фотограф-художник“ (1978). Има 4 самостоятелни фотоизложби.